# Orinocosa priesneri
Orinocosa priesneri là một loài nhện trong họ Lycosidae.
Loài này thuộc chi Orinocosa. Orinocosa priesneri được Carl Friedrich Roewer miêu tả năm 1959.